# Edgewater (Florida)
Edgewater es una ciudad ubicada en el condado de Volusia en el estado estadounidense de Florida. En el Censo de 2010 tenía una población de 20.750 habitantes y una densidad poblacional de 354,65 personas por km².

## Geografía
Edgewater se encuentra ubicada en las coordenadas 28°57′15″N 80°56′29″O / 28.95417, -80.94139. Según la Oficina del Censo de los Estados Unidos, Edgewater tiene una superficie total de 58.51 km², de la cual 57.54 km² corresponden a tierra firme y (1.65%) 0.97 km² es agua.

## Demografía
Según el censo de 2010, había 20.750 personas residiendo en Edgewater. La densidad de población era de 354,65 hab./km². De los 20.750 habitantes, Edgewater estaba compuesto por el 94.09% blancos, el 2.61% eran afroamericanos, el 0.3% eran amerindios, el 0.9% eran asiáticos, el 0.01% eran isleños del Pacífico, el 0.53% eran de otras razas y el 1.55% pertenecían a dos o más razas. Del total de la población el 3.44% eran hispanos o latinos de cualquier raza.